# Софроний Първов
Софроний Първов е български възрожденски църковен деец, архимандрит.

## Биография
Роден е в 1843 година в Калофер като Първан (Първо) Стоев Първов. Работи като учител в Калофер и въвежда звучния метод на обучение в местното училище в 1870 година. Става свещеник и служи в Пловдив и Свищов. По време на Руско-турската война служи в Горна Студена, а след това в Търново и Карлово. В 1877 година е председател на Карловската българска община.
След създаването на Източна Румелия, в 1881 година е член-секретар на Окръжната постоянна комисия. В 1886 година е удостоен с офикията архимандрит. В 1890 – 1903 година управлява Одринската епархия на Българската екзархия.
Умира на 13 декември 1913 година в Пловдив.